# Gare de Tenkūbashi
La gare de Tenkūbashi (天空橋駅, Tenkūbashi-eki) est une gare ferroviaire de l'arrondissement d'Ōta, à Tokyo au Japon. La gare est exploitée par la compagnie Keikyū et le Monorail de Tokyo.

## Situation ferroviaire
La gare de Tenkūbashi est située au point kilométrique (PK) 3,3 de la ligne Keikyū Aéroport et au PK 12,6 du monorail de Tokyo.

## Histoire
La gare de Tenkūbashi a été inaugurée le 1er avril 1993 sur la ligne Keikyū Aéroport. La gare du monorail ouvre le 27 septembre 1993.

## Service des voyageurs

### Accueil
La gare dispose de guichets et des automates pour l'achat de titres de transport. Elle est ouverte tous les jours.

### Desserte
- Ligne Keikyū Aéroport :
  - voie 1 : direction Aéroport de Haneda
  - voie 2 : direction  Keikyū Kamata (interconnexion avec la ligne principale Keikyū pour Yokohama ou Shinagawa)
- Monorail de Tokyo :
  - direction Aéroport de Haneda - terminal 2
  - direction Hamamatsuchō